# SPATA46
SPATA46 (англ. Spermatogenesis associated 46) – білок, який кодується однойменним геном, розташованим у людей на 1-й хромосомі. Довжина поліпептидного ланцюга білка становить 261 амінокислот, а молекулярна маса — 29 150.
| 10         |  | 20         |  | 30         |  | 40         |  | 50         |
| ---------- |  | ---------- |  | ---------- |  | ---------- |  | ---------- |
| MENFSLLSIS |  | GPPISSSALS |  | AFPDIMFSRA |  | TSLPDIAKTA |  | VPTEASSPAQ |
| ALPPQYQSII |  | VRQGIQNTAL |  | SPDCSLGDTQ |  | HGEKLRRNCT |  | IYRPWFSPYS |
| YFVCADKESQ |  | LEAYDFPEVQ |  | QDEGKWDNCL |  | SEDMAENICS |  | SSSSPENTCP |
| REATKKSRHG |  | LDSITSQDIL |  | MASRWHPAQQ |  | NGYKCVACCR |  | MYPTLDFLKS |
| HIKRGFREGF |  | SCKVYYRKLK |  | ALWSKEQKAR |  | LGDRLSSGSC |  | QAFNSPAEHL |
| RQIGGEAYLC |  | L          |  |            |  |            |  |            |

A: Аланін

C: Цистеїн

D: Аспарагінова кислота

E: Глутамінова кислота

F: Фенілаланін

G: Гліцин

H: Гістидин

I: Ізолейцин

K: Лізин

L: Лейцин

M: Метіонін

N: Аспарагін

P: Пролін

Q: Глутамін

R: Аргінін

S: Серин

T: Треонін

V: Валін

W: Триптофан

Задіяний у таких біологічних процесах, як диференціація клітин, сперматогенез. 
Локалізований у ядрі, мембрані.